# Lorena Benítez
Pour les articles homonymes, voir Benítez.
Flavia Benítez, née le 3 décembre 1998 à Luis Guillón, est une footballeuse internationale argentine et de futsal. Elle joue au poste de milieu de terrain à Palmeiras. Avec l’équipe d'Argentine, elle participe à la Coupe du monde féminine de football 2019.

## Biographie
Benítez joue avec l’équipe de Boca Juniors pour le football à partir de 2016 ainsi qu’avec celle de Kimberley pour le futsal à partir de 2017. Elle a fait partie des équipes nationales des moins de 17 ans et des moins de 20 ans en football et en futsal avant de rejoindre la sélection argentine à partir de mars 2019, juste avant la Coupe du monde.

## Vie privée
Lorena Benítez et sa compagne ont deux enfants, des jumeaux, nés en mai 2019.